# Anthidium reversum
Anthidium reversum är en biart som beskrevs av Smith 1854. Anthidium reversum ingår i släktet ullbin, och familjen buksamlarbin. Inga underarter finns listade i Catalogue of Life.